# Richterplatz (Leipzig)
Der Richterplatz ist ein Schmuck- und Spielplatz in der Leipziger Nordvorstadt (Ortsteil Zentrum-Nord). Nie offiziell als Richterplatz benannt, bürgerte sich die Namensübertragung von der angrenzenden Richterstraße ein und wird inzwischen auch von Leipziger Ämtern verwendet. Die Richterstraße bezieht sich auf den Ratsherrn und Ratsbaumeister Johann Caspar Richter (1708–1770), den Erbauer und Besitzer des Gohliser Schlösschens. Der Richterplatz steht unter Denkmalschutz.

## Lage und Gestaltung
Der Richterplatz ist ein Rechteck von 110 m Länge und 70 m Breite, das sich von Südwesten nach Nordosten zwischen der Richter- und der Frickestraße erstreckt. Die seitlichen Begrenzungen sind die Trufanow- und die Ehrensteinstraße. Mit der Ehrensteinstraße liegt der Platz direkt an der Grenze zum Ortsteil Gohlis-Süd.

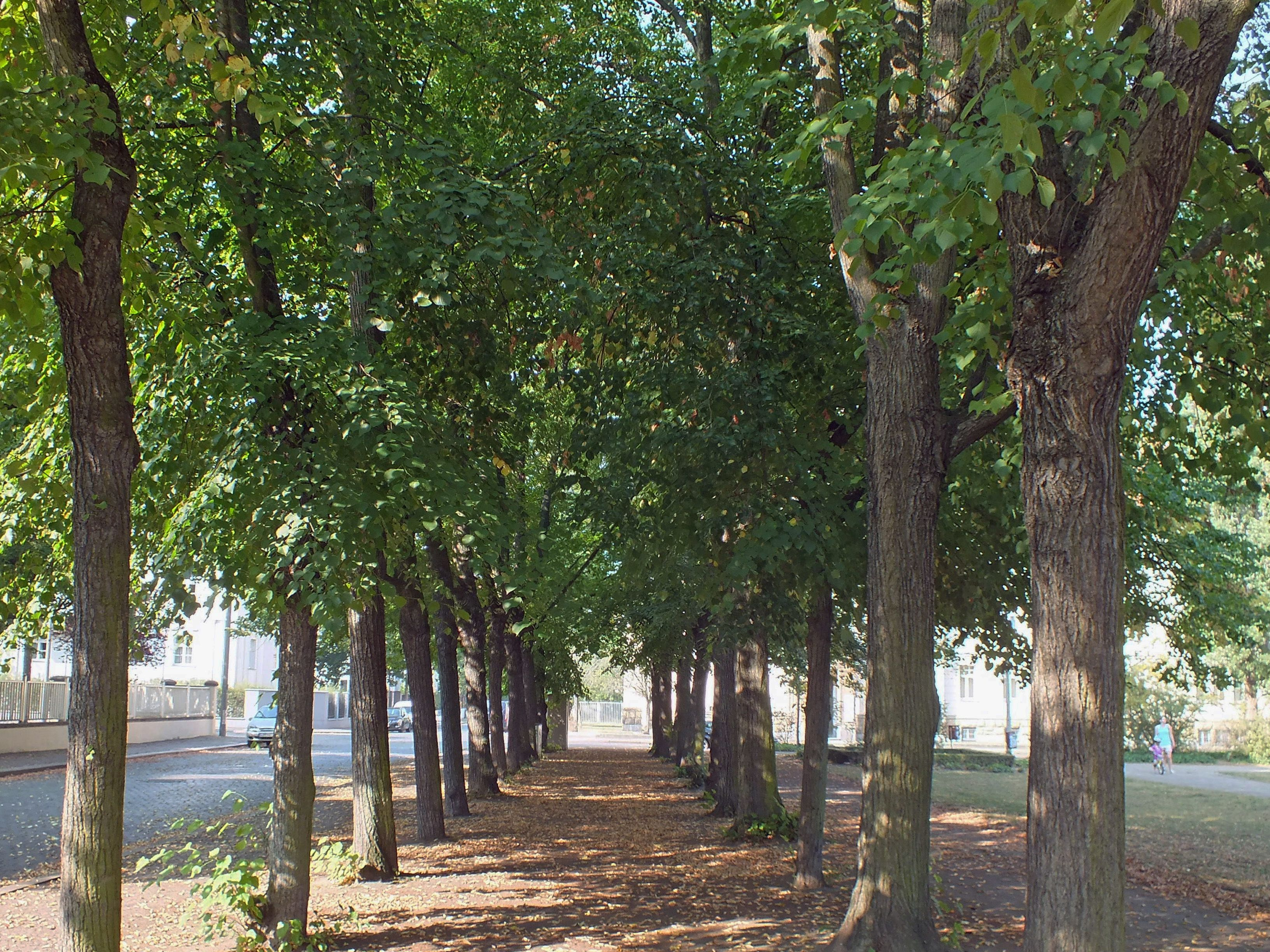
Linden-Doppelreihe (2020)
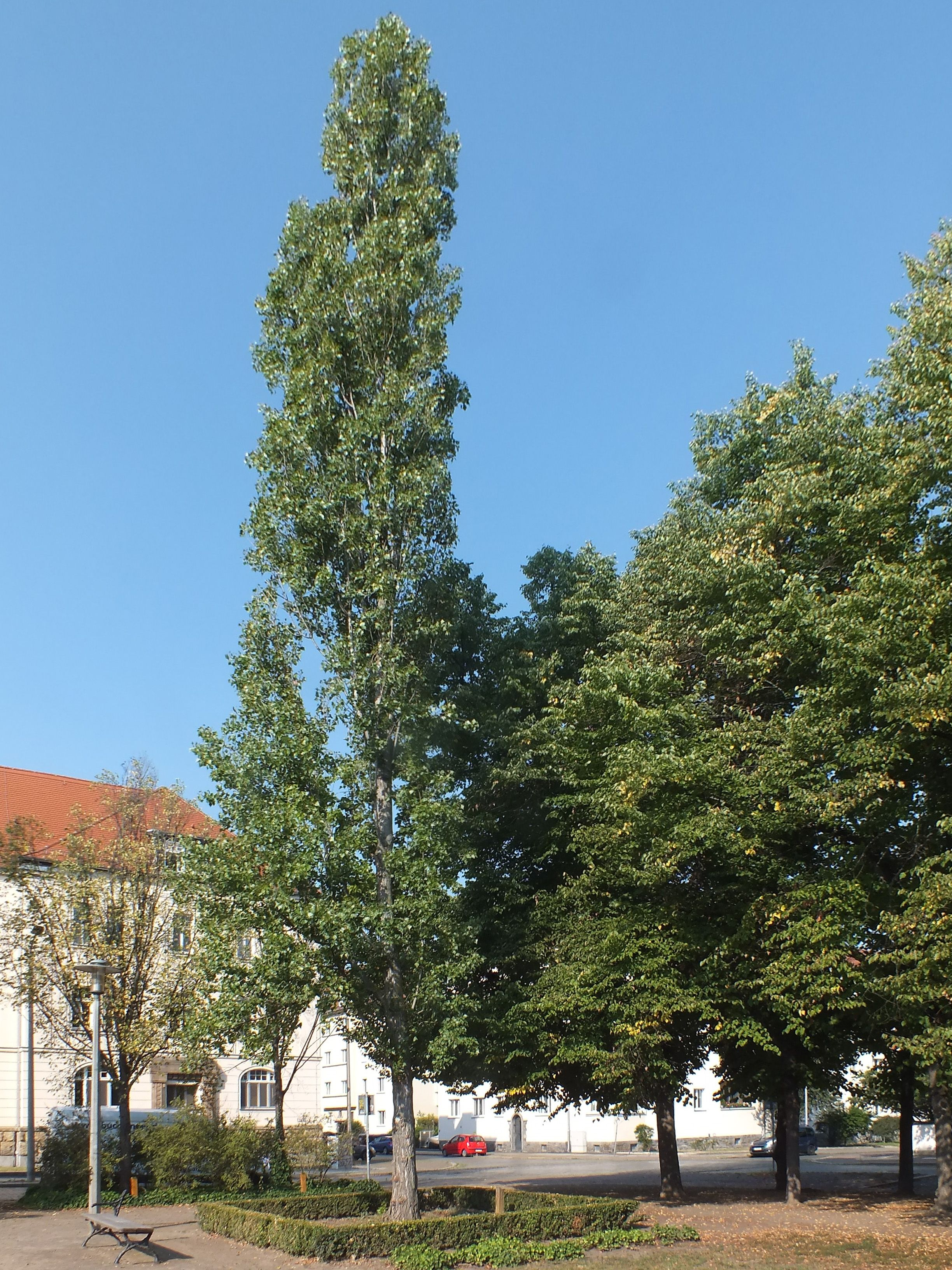
Buchsbaumhecke mit Pyramidenpappel (2020)
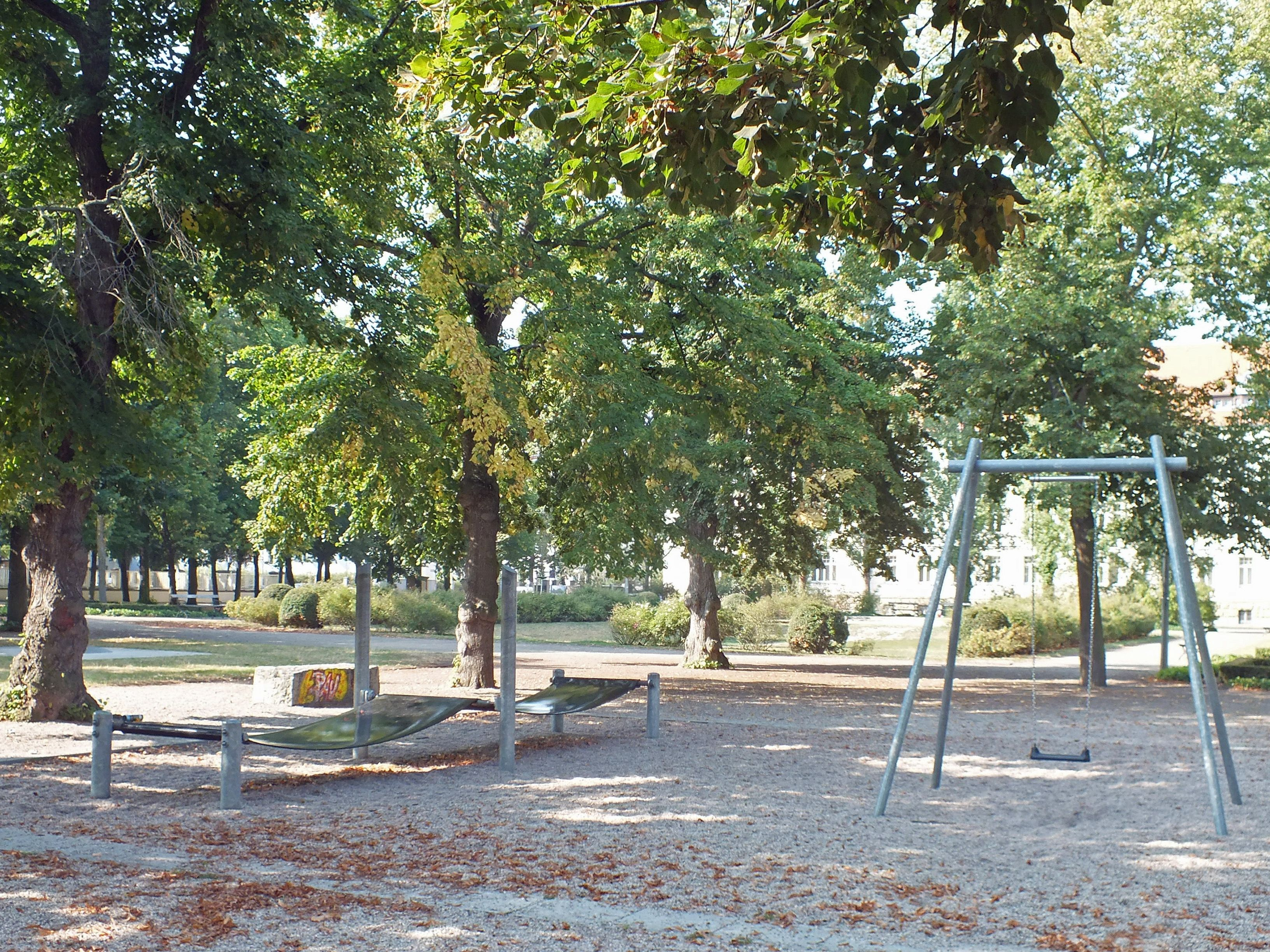
Spielgeräte (2020)

Der Platz ist hinsichtlich des Wegenetzes, der Rasenteile und der Bäume streng geometrisch gegliedert. Die südwestliche Hälfte enthält drei Rasenflächen und sechs buchsbaumgesäumte Karrees mit je einer Pyramidenpappel. Zur Ehrenstein- und der Trufanowstraße wird dieser Teil von Doppelreihen von Linden gesäumt. Zur Richterstraße stehen Ulmen, Pyramidenpappeln und Buschwerk. Parkbänke laden zum Verweilen ein.
Der Kinderspielplatz auf der nordöstlichen Hälfte wird fast vollständig durch Linden beschattet und von den Straßen durch Buschwerk getrennt. An Spielmöglichkeiten finden sich Tischtennisplatten, Sandspielflächen, eine Schaukel und eine Wippscheibe. Blickfang in der nordöstlichen Zugangsachse ist ein Spiral-Windspiel.

## Geschichte
Das Gelände des Exerzierplatzes der in Leipzig-Gohlis stationierten sächsischen Truppen wurde Anfang des 20. Jahrhunderts parzelliert und bebaut. Dabei entstanden drei repräsentative Bauten um ein Straßengeviert: im Nordosten das Schiller-Real-Gymnasium, gegenüber im Südwesten die Intendantur und im Südosten die Kommandantur des Militärverbandes.

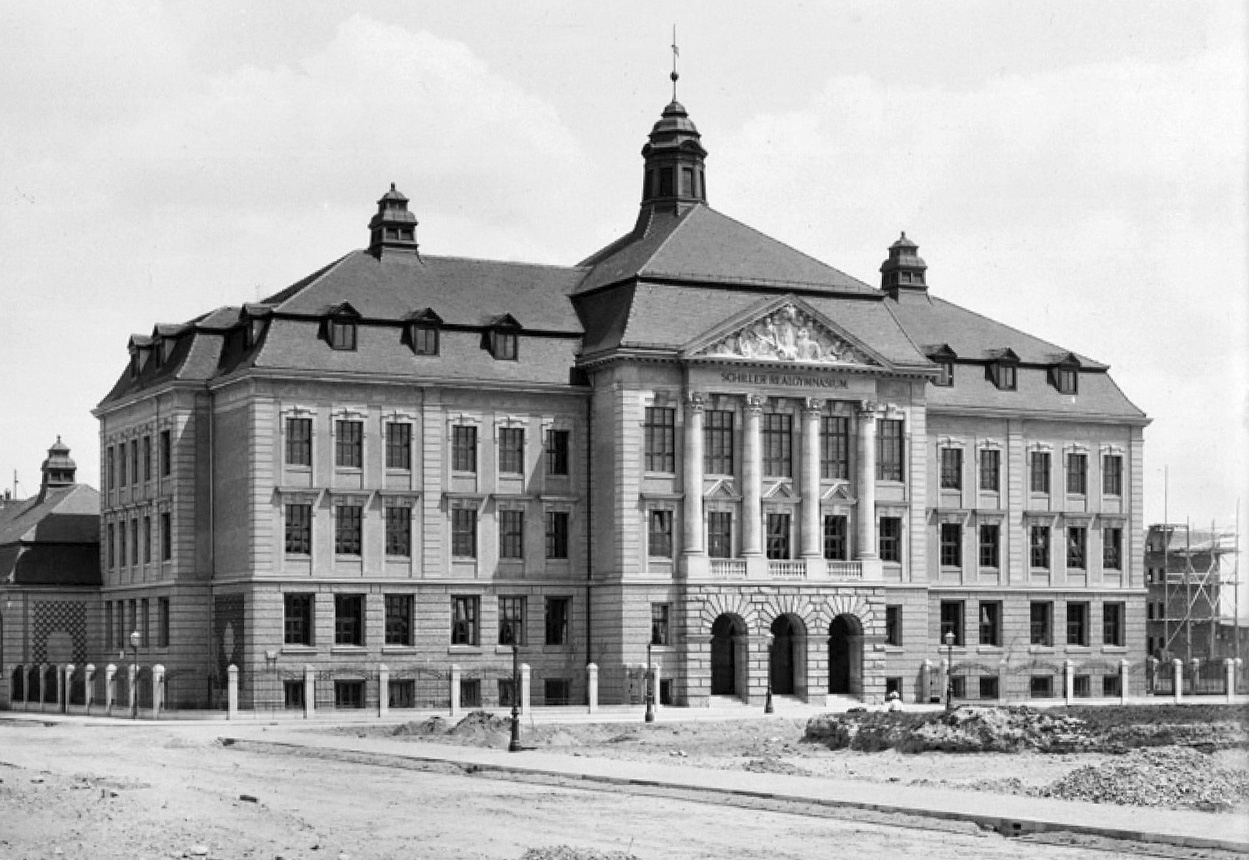
Schiller-Gymnasium noch ohne Richterplatz (1908)
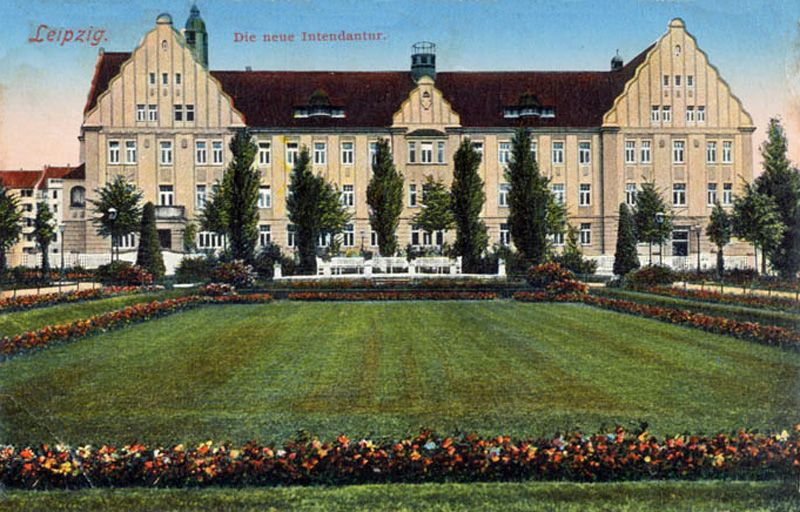
Intendantur mit Richterplatz (1914)
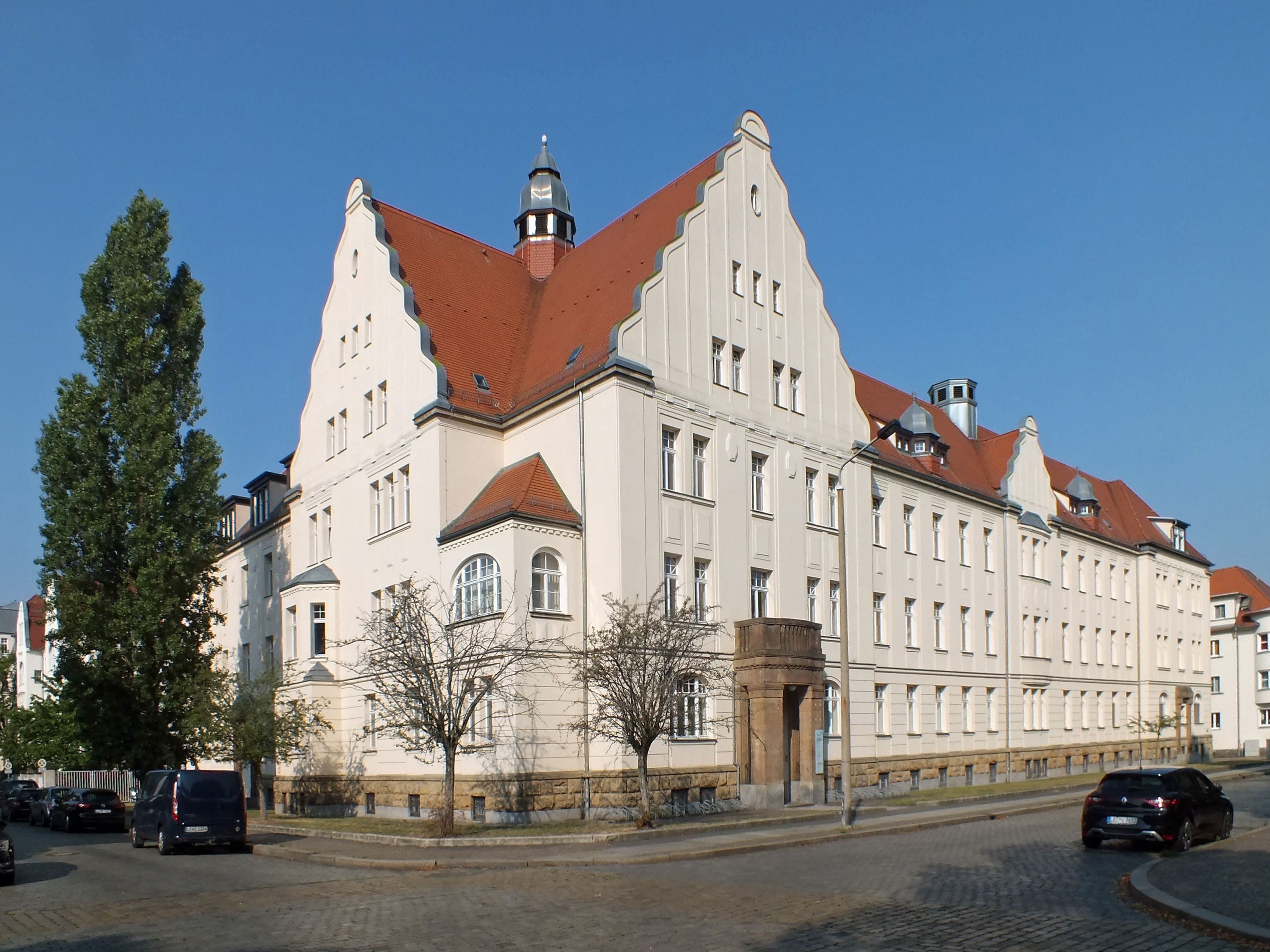
… und als Medizinische Berufsfachschule (2020)

Der Platz dazwischen wurde als Schmuckplatz eingerichtet, dessen Pläne der Leipziger Gartendirektor Carl Hampel (1849–1930) entwarf. 1916 wurde an der Platzgrenze gegenüber dem Schiller-Gymnasium die lebensgroße Bronzegruppe „Pro patria“ des Leipziger Bildhauers Mathieu Molitor (1873–1929) aufgestellt, die 1941 für Kriegszwecke eingeschmolzen wurde. 
Im Zweiten Weltkrieg wurde das Schiller-Real-Gymnasium zerstört und in der Nachkriegszeit diese Stelle mit Reihen-Wohnhäusern ohne Bezug zum Platz bebaut. Der Richterplatz wurde nur noch mit geringerem Aufwand gepflegt und verlor sein repräsentatives Äußeres. 1996 wurden bei einer gründlichen Sanierung die alten Strukturen wieder hergestellt. In der ehemaligen Kommandantur residiert heute das Sächsische Finanzgericht und die Intendantur wird von der Medizinischen Berufsfachschule des Universitätsklinikums Leipzig genutzt.